# Stadio Carlo Speroni
Stadio Carlo Speroni – wielofunkcyjny stadion położony we włoskim mieście Busto Arsizio.
Obiekt został zbudowany w 1927 roku. Stadion wykorzystywany przez klub piłkarski Pro Patria występujący w rozgrywkach Serie C1.
W latach 1969, 1998 oraz 2007 obiekt przechodził renowację dzięki czemu zwiększono pojemność do stanu 4,627 miejsc a także dodano częściowo krytą trybunę. 
Właścicielem i zarządcą obiektu jest gmina Busto Arsizio.